# Expresso Tiradentes

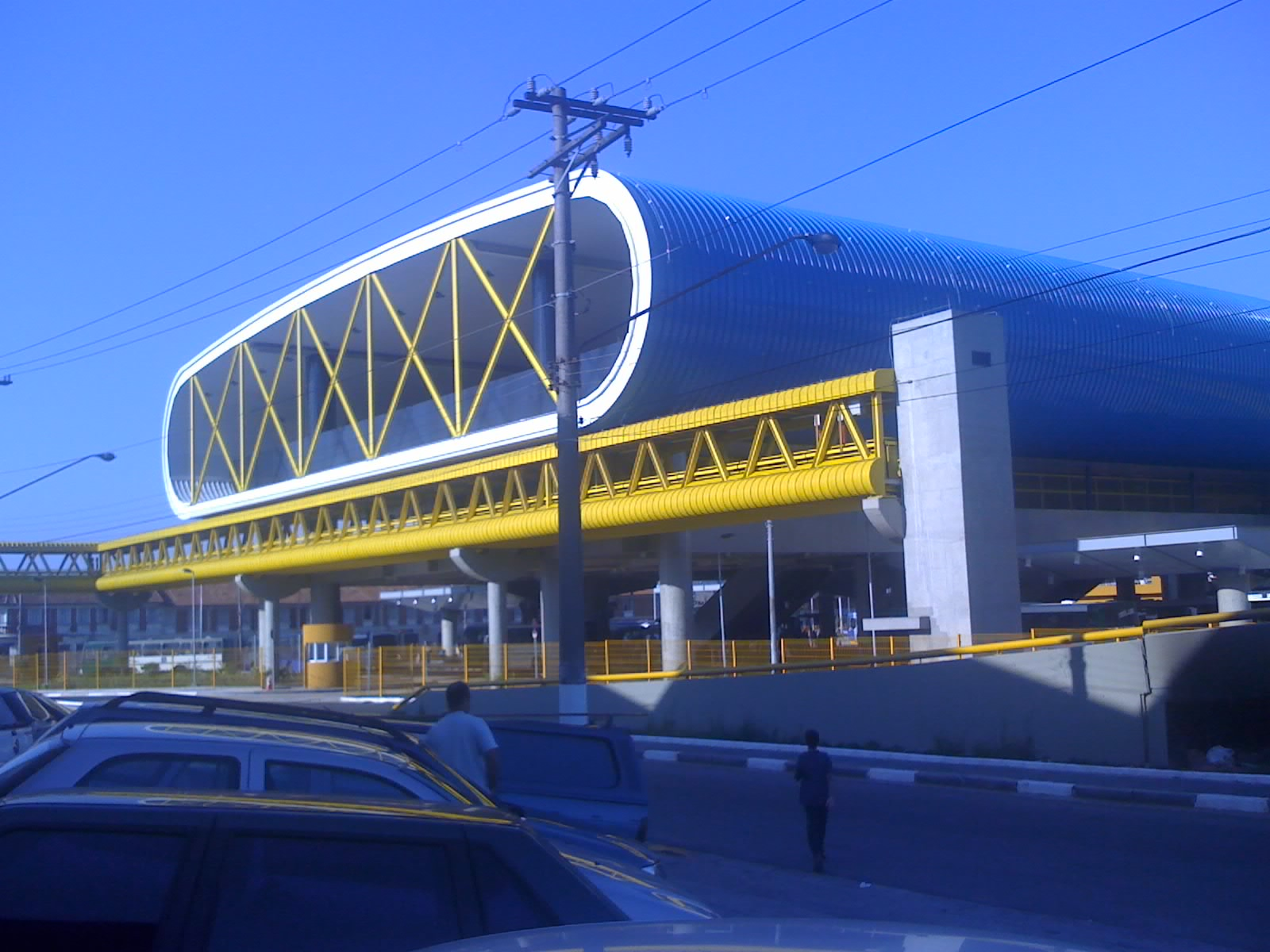
Estación Sacomã.

El Expresso Tiradentes es un sistema de autobús expreso o autobús de tránsito rápido en la ciudad Brasileña de São Paulo.
El sistema inicial a lo largo de su construcción se ha adaptado para su uso actual se compone de Autobuses articulados, que no interfieren con el resto del tráfico urbano ya que utilizan carriles exclusivos, incluso viaductos exclusivos propios desarrollados para este sistema de transporte.
Se trata de un sistema de transporte de mediana capacidad, cuya construcción se inició a mediados de 1997, el trabajo tuvo inicio tras la elección del alcalde Celso Pitta bajo el nombre de Fura Fila. Durante la administración de Marta Suplicy, a mediados de 2001, su nombre fue cambiado a Paulistão. Después de 10 años de construcción donde se produjeron cambios en el proyecto hubo la inauguración del primer tramo en 2007, por el alcalde Gilberto Kassab. 
En 2009, el alcalde Gilberto Kassab y el gobernador del estado José Serra anunciaron un acuerdo para modificar aún más el proyecto que tras su expansión con una inversión de R$ 2.300.000.000 (valor en reales) a través de un metro de mediana capacidad por más 22 km hasta el distrito Cidade Tiradentes en la zona este de la ciudad va a cambiar de nombre para llamarse Metro Leve Expresso Tiradentes

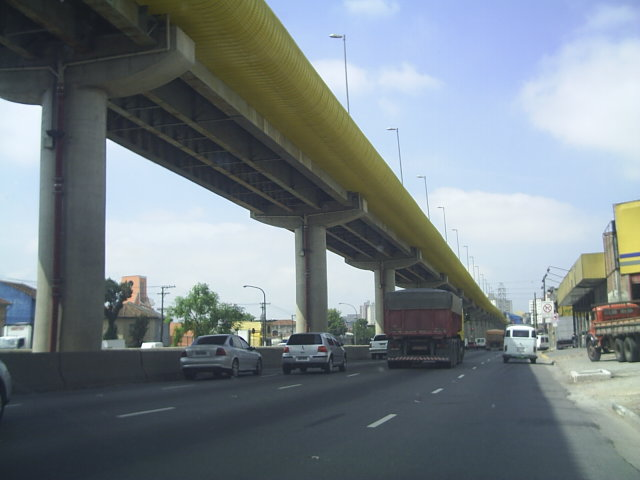
Viaducto de uso exclusivo.

Su actual objetivo es conectar el distrito Sacomã en zona sudeste hasta el Parque Don Pedro II en el centro de la ciudad, donde los usuarios pueden hacer la integración con otras formas de transporte como el metro y el autobús además de servir como una alternativa a un rápido desplazamiento de los residentes del extremo este de la ciudad de São Paulo, (principalmente Cidade Tiradentes) hacia las áreas centrales.
Actualmente están en operación entre las estaciones Sacomã y Parque Dom Pedro II y el tramo Vila Prudente - Parque Don Pedro II.

## Basado en autobuses eléctricos
A diferencia del sistema pionero de Curitiba que es alimentado por gasóleo, en el proyecto original de São Paulo estaban previstos los autobuses eléctricos, como en ocurre con los trolebuses, pero la alcaldesa Marta Suplicy demostró preferencia por autobuses híbridos enchufables, con baterías eléctricas cargadas por motores de combustión. 